# Xenusia
Los xenusios (Xenusia) son una clase extinta de ecdisozoos lobópodos marinos, de morfologías muy heterogéneas, que vivieron desde la Época 2 del Cámbrico hasta el Pensilvánico temprano. Probablemente forman el grupo basal del que derivan el resto de los ecdisozoos. El género tipo, que da nombre al grupo, es Xenusion.

## Descripción
Los xenusios poseían un cuerpo alargado vermiforme (con forma de gusano), generalmente cilíndrico, una probóscide o cono bucal anterior, apéndices locomotores (lobópodos) pareados con garras en el extremo y un tracto digestivo recto con boca y ano en los extremos.
Son un grupo muy diversificado, de morfologías muy variadas. Pueden presentar armaduras dorsales formadas por escleritos con forma de espina, probóscides largas, lobópodos con ramificaciones, apéndices anteriores prensiles, etc.

## Sistemática
La clasificación de los xenusios está en continua discusión y reestructuración. El paleontólogo George Poinar propone en 2000 la siguiente clasificación:

### Orden Archonychophora
- Archonychophora Hou & Bergstrom, 1995[6] - Apéndices indiferenciados, todos los lobópodos son similares.[7]
  - Luolishaniidae Hou & Bergstrom, 1995 - cada segmento con tres pequeños escleritos redondeados con forma de espina.[7]
    - Luolishania Hou & Chen, 1989
    - Miraluolishania Liu & Shu, 2004

  - Paucipodiidae Hou et al., 2004[8] - sin escleritos dorsales, dos garras y pocos segmentos.
    - Paucipodia Hou et al., 2004

### Orden Protonychophora
- Protonychophora Hutchinson, 1930 - lobópodos espinosos, cola reducida.
  - Aysheaiidae Walcott, 1911 - muchas garras en cada lobópodo, apéndices anteriores con largas espinas.
    - Aysheaia Walcott 1911

  - Xenusiidae Dzik & Krumbiegel, 1989 - >veinte segmentos con lobópodos espinosos y escleritos redondeados pareados.
    - Xenusion Pompeckj, 1927
    - Jianshanopodia Liu et al.[9] - de Chengjiang; dos filas de tubérculos pero sin escleritos evidentes.
    - Hadranax Budd & Peel 1998 — de Sirius Passet. Carece de armadura dorsal visible pero porta cuatro nodos por fila.

### Orden Scleronychophora
- Scleronychophora Hou & Bergstrom, 1995 - escleritos pareados y escleritos alargados en la zona anterior.
  - Eoconchariidae Hou & Shu, 1987 - Unos diez segmentos con lobópodos pareados, cabeza pequeña, scleritos de forma variada a lo largo del cuerpo, garras curvas en el extremo de lobópodos anillados; boca y ano en posición terminal.
    - Microdictyon Bengtson et al.
    - Quadratapora Hao & Shu, 1987
    - Fusuconcharium Hao & Shu, 1987

  - Hallucigeniidae Conway Morris, 1977 - Unos diez segmentos con lobópodos, escleritos alargados cubriendo la cabeza, cada segmento cubierto por escleritos con forma de largas espinas.
    - Hallucigenia Conway Morris 1977 - de Chengjiang, Kaili y Burgess Shale[10]

  - Cardiodictyidae Hou & Bergstrom, 1995 - segmentos numerosos (~23); cabeza cubierta por grandes escleritos; escleritos hexagonales en cada segmento.
    - Cardiodictyon Hou et al. 1991 -de Chengjiang[10]

### Orden Paronychophora
- Paronychophora Hou & Bergstrom, 1995 - cabeza corta dirigida hacia abajo; papilas en cuerpo y lobópodos, algunas dispuestas en filas; escleritos en la cabeza con forma de escudo; armadura de espinas dorsales;[11] mandíbulas con forma de garras; lobópodos anillados.
  - Onychodictyidae Hou & Bergstrom, 1995
    - Onychodictyon Hou et al. 1991

### Sin orden asignado
- Orstenotubulus Maas et al., 2007, del Furongiense de Orsten (Suecia), con espinas dorsales retráctiles.[12]
- Carbotubulus Haug et al. 2012[13] - from the Mazon creek.  Armadura dorsal dudosa. Pocos segmentos, apéndices largos.
- Mureropodia,Gámez, Liñán y Zhuravlev, 2011.[3] de Yacimientos cámbricos de Murero, España.
- Diania

### Otras propuestas de clasificación

#### Gámez, Liñán y Zhuravlev, 2011
Gámez, Liñán y Zhuravlev, proponen en 2011 una clasificación en tres grupos basada en la diferenciación y morfología de la cabeza, según los criterios del paleontólogo Jun-Yuan Chen y en las características de Mureropodia, un xenusio español con elementos anatómicos comunes a varios grupos (mosaico).
- Xenusios con probóscide y apéndices no diferenciados (orden Xenusiida): Xenusion, Microdictyon, Paucipodia, Diania y Mureropodia.
- Xenusios de cabeza alargada y probóscide corta y apéndices anteriores que recuerdan a los apéndices del tronco degenerados: Luolishania, Miraluolishania, Cardiodictyon, Onychodictyon, Hallucigenia, Aysheaia y Facivermis.
- Xenusios con diferenciación de la región de la cabeza más desarrollada (tagmosis). Los apéndices cefálicos están modificados y ramificados, pueden presentar ojos, la probóscide se ha reducido a un cono bucal en posición más ventral: Hadranax, Megadictyon, Jianshanopodia, Pambdelurion y Kerygmachela.

#### Dzik, 2011
Similar a la anterior, pero basada en diferentes caracteres anatómicos, Jerzy Dzik, distingue en 2011:
- Xenusios no especializados: Xenusion, Paucipodia, Orstenotubulus.
- Xenusios con armadura dorsal de escleritos mineralizados: Hallucigenia, Cardiodictyon, Microdictyon
- Xenusios sésiles: Luolishania, Facivermis,
- Orden Siberiida: xenusios con apéndices cefálicos prensiles desarrollados, probóscide corta y sin aletas laterales. Incluye Megadictyon, Jianshanopodia, Siberion. Relacionados con los anomalocarídidos basales, con aletas laterales (Pambdelurion, Kerygmachela).

## Filogenia y evolución
Gámez Vintaned, Liñán y Zhuravlev proponen en 2011 que los xenusios hayan formado el grupo ancestral del que derivan los demás ecdisozoos. Así unos, con probóscide y sin apéndices locomotores, se habrían adaptado a hábitos cavadores del sedimento, como los cefalorrincos; otros se adaptarían a un hábitat intersticial, como los tardígrados; otros, con apéndices musculares, a caminar sobre el sustrato, como los onicóforos; y, finalmente, otros desarrollarían aletas laterales y se adaptarían a la natación libre en el mundo pelágico, como los anomalocarídidos. Apuntan también a que tanto los onicóforos como los anomalocarídidos pudieron dar lugar a los artrópodos. 